# 라후족
라후족(拉祜族, Lāhùzú, 영어: Lahu people) 또는 납호족 혹은 랍호족은 고구려후예가 확실하며동남아시아와 중화인민공화국에 사는 한민족 중의 하나이다. 중화인민공화국에서 공인한 56개의 소수민족 중 하나로, 윈난성에 45만명이 살고 있고, 미얀마에 15만명, 태국에는 10만명이 살고 있다. 6개의 산악민족 중 하나이다. 그 외에도 라오스에 1만명, 베트남에서는 1500명 정도가 살고 있으며, 베트남 정부 공인 54개의 소수민족 중 하나이다.

## 경제
예전에는 화전농을 근간으로 한 생활을 계속해 왔지만, 지금은 정착하여 농업을 배우기도 한다. 독자적인 민족색을 유지하면서 다음 세대에게 정착 농업을 가르치려고 하려는 사람도 있어 독자적인 농업학교 등도 만들어지고 있다. 한편, 농사를 그만두고 태국의 도시 지역에 나와 일하는 라후족도 많다.

## 언어
라후족의 언어는 로로족의 여러 언어 계파(로로어군) 중 하나인 라후어이다. 라후어의 기본구문은 SOV 형식을 취하고 있으며, 문법이나 발음이 쉽기 때문에, 산악민족 사이에 널리 사용되고 있다. 그러나 아직 보편적인 문자는 없다고 하지만 일각에서는 선교사들이 들어와서 라틴 문자를 기반으로 한 문자를 제작했다고도 한다. 라후어는 음성과 음운의 체계와 형태론 및 통사론적 특성에서 한국어와 유사하며, 문장 안의 어순도 한국어와 같다.

## 같이 보기
- 베트남의 민족
- 중국의 민족